# Dicliptera raui
Dicliptera raui es una especie de planta floral del género Dicliptera, familia Acanthaceae.
Es nativa de Assam, Bangladés, Himalaya oriental y Nepal.

## Descripción
Es una planta con grandes flores. Las hojas son ovadas de color rosa y los tallos miden una pulgada de largo. Se encuentra a altitudes de 1500-2100 metros.